# Koviksudde och Skeviksstrand
Koviksudde och Skeviksstrand är en av SCB avgränsad och namnsatt tätort (före 2015 småort) i Värmdö kommun. Bebyggelse i de två delarna är belägen på norra delen av Ormingelandet.

## Befolkningsutveckling
| Befolkningsutvecklingen i Koviksudde och Skeviksstrand 2015–2020                | Befolkningsutvecklingen i Koviksudde och Skeviksstrand 2015–2020 | Befolkningsutvecklingen i Koviksudde och Skeviksstrand 2015–2020 | Befolkningsutvecklingen i Koviksudde och Skeviksstrand 2015–2020 | Befolkningsutvecklingen i Koviksudde och Skeviksstrand 2015–2020 |
| ------------------------------------------------------------------------------- | ---------------------------------------------------------------- | ---------------------------------------------------------------- | ---------------------------------------------------------------- | ---------------------------------------------------------------- |
|                                                                                 |                                                                  |                                                                  |                                                                  |                                                                  |
| År                                                                              |                                                                  |                                                                  | Folkmängd                                                        | Areal (ha)                                                       |
| 2015                                                                            | 2015                                                             |                                                                  | 290                                                              | 92                                                               |
| 2020                                                                            | 2020                                                             |                                                                  | 338                                                              | 92                                                               |
| Anm.: Ny tätort 2015, föregångaren småorten hade 2010 225 invånare på 74 hektar |                                                                  |                                                                  |                                                                  |                                                                  |